# John Andersen
John Andersen (* 18. November 1961) ist ein ehemaliger dänischer Fußballspieler. 

## Leben und Wirken
Stürmer Andersen spielte für Odense KS (1981–1982; 18 Tore), von 1982 bis 1984 für B 1909 Odense (61 Spiele/22 Tore) und erneut von 1985 bis 1986 für Odense KS (42 Tore). In der Saison 1986/1987 absolvierte er insgesamt elf Spiele für Rot-Weiß Oberhausen in der deutschen 2. Bundesliga und erzielte zwei Tore. Anschließend kehrte er nach Dänemark zurück und schloss sich ein weiteres Mal Odense KS (1987–1990) an. Boldklubben 1913 im Jahr 1991 und wiederum B 1909 Odense (acht Spiele/drei Tore) 1991/92 und 1993/94 waren seine weiteren Stationen.